# Zharchikhita
La zharchikhita és un mineral de la classe dels halurs. Rep el seu nom de la seva localitat tipus, el dipòsit de molibdè de Zharchikha.

## Característiques
La zharchikhita és un halur de fórmula química AlF(OH)₂. Va ser aprovada per l'Associació Mineralògica Internacional com a espècie vàlida l'any 1986. Cristal·litza en el sistema monoclínic. Forma cristalls prismàtics de fins a 2,5 mil·límetres, que poden trobar-se aïllats. Comunament es troba en masses de grans fins i en agregats. La seva duresa a l'escala de Mohs és 4,5.
Segons la classificació de Nickel-Strunz, la zharchikhita pertany a «03.AA - Halurs simples, sense H₂O, amb proporció M:X = 1:3» juntament amb els següents minerals: molisita, fluocerita-(Ce), fluocerita-(La) i gananita.

## Formació i jaciments
Es troba en cavitats en bretxes de falles mineralitzades hidrotermalment en traquites. Sol trobar-se associada a altres minerals com: prosopita, ralstonita, gearksutita, barita o siderita. Va ser descoberta l'any 1986 al dipòsit de Zharchikhinskoe, a Transbaikal (Districte Federal de l'Extrem Orient, Rússia). També ha estat descrita a la caldera de l'Elbrus (Kabardino-Balkària, Rússia), a les mines Tsumeb (Otjikoto, Namíbia) i Clara (Selva Negra, Alemanya).